# Effetto GZK
L'effetto GZK (o taglio GZK) è stato teorizzato nel 1966 dagli scienziati Kenneth Greisen, Vadim Kuzmin e Georgiy Zatsepin, dalle cui iniziali prende il nome. Stabilisce un limite massimo all'energia dei protoni che viaggiano nell'universo, dovuto alla presenza della radiazione cosmica di fondo. Quando un protone ad alta energia (circa maggiore di 1020 eV) si scontra con un fotone della radiazione cosmica di fondo con energia ≈ 10−3 eV si ha la produzione di pioni. I due risultati possibili sono:
{\displaystyle \gamma +p\rightarrow \Delta ^{+}\rightarrow p+\pi ^{0}}
{\displaystyle \gamma +p\rightarrow \Delta ^{+}\rightarrow n+\pi ^{+}}
dove {\displaystyle \gamma } è un fotone della radiazione cosmica di fondo e {\displaystyle p} è il protone ad alta energia. {\displaystyle \Delta ^{+}}è una particella chiamata barione delta, che può decadere in un protone {\displaystyle p} e un pione neutro {\displaystyle \pi ^{0}} o in un neutrone {\displaystyle n} e un pione positivo {\displaystyle \pi ^{+}}.